# Asociación Cultural Brisas del Titicaca
Brisas del Titicaca es una asociación cultural peruana fundada en Lima en 1962. Esta entidad es conocida como embajadora de la cultura folclórica peruana, específicamente la danza y música del departamento de Puno, formado originalmente por inmigrantes de la zona.

## Historia
En la década de 1930 se formaron las primeras asociaciones puneñas en Lima surgido por el movimiento cultural. Años después se consolidaron otras embajadas en la ciudad. El 4 de noviembre de 1962 se formalizó la asociación transmitido por Radio Nacional del Perú. Primero se formaron talleres de música y en 1965 se estrenaron los talleres de danza.
En 1970 se formalizó el nombre actual Asociación Cultural Brisas del Titicaca (ACBT) bajo una directiva ya formalizada. Su sede se estableció temporalmente en el distrito de Jesús María. En 1982 fueron invitados a la ceremonia del Miss Universo, realizada en Lima. En 1983 se formaron las llamadas «peñas folclóricas» que se conocerían popularmente como «noches folclóricas», sesiones de fin de semana que incluyen a personalidades destacadas en el baile. En 1984 planificó su cambio de sede permanente en el distrito de Surco por el gobierno nacional. En 1994 se inauguró su coro polifónico formado por socios.
Desde entonces cuenta con conjuntos orquestales y grupos de instrumentos andinos para sus espectáculos como también realiza talleres musicales en más de 52 locales distribuidos a nivel nacional para finales de los años 2000. Entre sus géneros y danzas musicales destacan los caporales, morenada, marinera norteña, huaylarsh, diablada, tinkus, contradanza y otros. También promueve el aprendizaje al quechua y aimara. Su oficial principal está adaptada como auditorio musical.
En 2005 se dedicó a realizar su primera gira nacional, después de exportar sus espectáculos a los festivales folclóricos de Nayarit y Zacatecas, en México. Al año siguiente realizó una gira a Europa, y seguidamente un pasacalles en Lima con 3500 integrantes del elenco en alianza con la cadena Metro. Esto permitió a la asociación y su estudiantina llevar varios méritos artísticos a nivel nacional por su aportación andina en el arte. Además de portar como embajadora cultural de la Marca Perú. Con más de 10 mil presentaciones para mediados de la década de 2000, fue condecorada con la Medalla de Honor por el Congreso de la República en 2007.